# Melissodes bruneri
Melissodes bruneri är en biart som först beskrevs av Cockerell 1918.  Melissodes bruneri ingår i släktet Melissodes och familjen långtungebin. Inga underarter finns listade i Catalogue of Life.